# František Fanta (pilot)
František Fanta (11. prosince 1919 Kamení – 26. dubna 1944 Rowlands Castle) byl český pilot 313. československé stíhací perutě.

## Život

### Před druhou světovou válkou
František Fanta se narodil 11. prosince 1919 ve vsi Kamení na Turnovsku v rodině hospodáře Františka Fanty a jeho ženy Boženy. Rodina se během jeho dětství přestěhovala do Smžovky, dne 7. října 1938 po odstoupení pohraničí nacistickému Německu do Zásady. Vychodil obecnou školu, čtyři třídy měšťanské školy a školu pokračovací. V rámci vojenské služby absolvoval mezi roky 1938 a 1939 poddůstojnickou školu a v zimě 1939 v Olomouci pilotní výcvik. Sloužil v Leteckém pluku 2.

### Druhá světová válka
Po německé okupaci opustil František Fanta 13. srpna 1939 ilegálně Protektorát Čechy a Morava a odešel do Polska, kde se přihlásil do zde vznikající československé zahraniční jednotky. Dne 28. srpna 1939 byl zařazen do polského letectva. Po pádu Polska v září 1939 upadl do sovětské internace. Po propuštění 17. února 1941 se společně s dalšími přes Oděsu, Istanbul, Haifu, Suez, Kapské Město a Gibraltar přesunul do Spojeného království, kam dorazil 12. července. Dne 25. července 1941 vstoupil do Royal Air Force a do 5. října 1943 probíhal jeho výcvik. K tomuto dni byl zařazen do 313. československé stíhací perutě. Dne 26. dubna 1944 cvičila 313. peruť součinnost s pozemními jednotkami v rámci příprav na blížící se operaci Overlord. František Fanta zahynul, když svým strojem Supermarine Spitfire LF Mk.IXC MK344 RY-V narazil do stroje Jana Lašky. Jeho letoun se zřítil asi kilometr východně od Rowlands Castle a František Fanta byl na místě mrtev. Jan Laška zemřel během převozu do nemocnice. Oba byli pohřbeni v Chichesteru. Dosáhl hodnosti rotného.

## Ocenění

### Vyznamenání
- Československý válečný kříž 1939
- Československá medaile Za chrabrost před nepřítelem
- Československá medaile za zásluhy II. stupně
- Pamětní medaile československé armády v zahraničí
- Evropská hvězda leteckých posádek
- Válečná medaile 1939–1945

### Posmrtná ocenění
- František Fanta byl in memoriam povýšen do hodnosti rotmistra a v roce 1991 do hodnosti podplukovníka